# Saur (cordilheira)

As Montanhas Saur ou Cordilheira Saur (chinês simplificado: 萨吾尔山, pinyin: Sàwú'ěr Shān, em cazaque:  Сауыр жоталары, em russo:  Саур) são uma das subcordilheiras do sistema Tian Shan. Sendo uma extensão das Montanhas Tarbagatai, as Saur começam na fronteira Cazaquistão-China e continuam para leste por Xinjiang (China), formando a fronteira entre o xian autónomo mongol de Hoboksar e Jeminay, ambos em Xinjiang.
A mais alta montanha das Saur, e de todo o sistema montanhoso Saur-Tarbagatai, é o Sauyr Zhotasy, também conhecido como Muz Tau.
Os rios que nascem nas vertentes sul das Saur tornam possível a irrigação agrícola, embora limitada, nos vales de Hoboksar. Um deles atinge um oásis (46° 10′ 00″ N, 86° 25′ 00″ L), na parte sul do território de Xiazigai (夏孜盖乡, Xiàzīgài xiāng). Os geógrafos chineses descrevem estas linhas de água como "rios de estação das montanhas do norte" cuja água atinge por vezes o lago Manas.